# Seebächle (Sulm)
Das Seebächle ist ein etwas über drei Kilometer langer Bach im Gebiet der Gemeinde Obersulm im Landkreis Heilbronn in Baden-Württemberg, der nach insgesamt etwa südwestlichem Lauf in der Mitte des Dorfes Willsbach der Gemeinde von rechts in die mittlere Sulm mündet.

## Geographie

### Verlauf
Das Seebächle entsteht unbeständig etwa 2,6 km nordöstlich der Ortsmitte von Willsbach im Obersulmer Waldgewann Sulz an einem verzogenen Wegestern dicht an der Grenze zum Bretzfelder Waldgewann Tiergarten auf etwa 263 m ü. NHN. Der auf seinem Oberlauf im Wald in der Brunnenklinge nur periodisch wasserführende Bach läuft etwa westsüdwestwärts durch den Wald und tritt dann nach etwa einem Kilometer, am Fuß des Weinberghanges Greut/Dachsen zur Rechten, in die offene Flur über, in der das nun dauerhaft Wasser führende Gewässer bis an die Siedlungsgrenze seines Mündungsortes eine Baumgalerie begleitet.
Gleich danach fließt von etwa Osten her ein ebenso unbeständiger Waldklingenbach aus der Fuchsklinge zu. Es durchläuft dort in den Greutwiesen ein Röhrichtfeld und erfährt vom Dachsen her sogleich einen kurzen Zufluss aus einer Quelle im Bereich des Riedes, wendet sich auf etwa südlichen Lauf und zieht nun durch einen schmale Wiesenaue. Weitere wenigstens drei Zuflüsse von rechts und links folgen, die sämtlich allenfalls einen Kilometer lang sind und wie die vorgenannten Zweige ebenfalls nur unbeständig Wasser führen. In den Seewiesen vor dem Sporn des Hirschbergs passiert das Seebächle einen über 0,1 ha großen Teich am linken Ufer mit kleiner Waldinsel.
Etwa 2,7 km abwärts seines Waldursprungs durchfließt der Bach auf wenig unter 195 m ü. NHN das gewöhnlich trockenliegende Becken des Hochwasserrückhaltebeckens Seebächle, das im Starkregenfalls bis zu 172.000 m³ Wasser unmittelbar hinter dem Damm der Bahnstrecke Heilbronn–Crailsheim zurückhalten kann. Danach durchfließt der Bach in inzwischen südwestlicher Richtung den rechtssulmischen Teil des Obersulmer Dorfes Willsbach und mündet zuletzt auf etwa 185 m ü. NHN wenige Meter talabwärts der Brücke der Brückenstraße des Dorfes in die mittlere Sulm, weniger als dreißig Meter nach dem Zufluss des Hambachs kurz vor der Brücke.
Das Seebächle mündet nach einem – von seiner unbeständigen Waldquelle an gerechnet – 3,2 km langen Lauf mit mittlerem Sohlgefälle von etwa 24 ‰ etwa 78 Höhenmeter unter dieser Quelle.

### Einzugsgebiet
Das Seebächle hat ein 3,4 km² großes Einzugsgebiet, das naturräumlich gesehen mit seinen höheren nördlichen und vor allem nordöstlichen Anteilen im Unterraum Sulmer Bergebene, mit dem übrigen Teil im Unterraum Weinsberger Tal der Schwäbisch-Fränkischen Waldberge liegt. Der höchste Punkt ganz im Nordnordosten auf dem Gagernberg erreicht 313 m ü. NHN.
Ein nach Südwesten offener Halbring aus meist 295–313 m ü. NHN hohen Schilfsandstein-Plateaus (Stuttgart-Formation) umschließt das obere und mittlere Einzugsgebiet des Seebächles. Auf diesen liegen teilweise Löss und Lösssediment aus quartärer Ablagerung. Die Teile darunter liegen sämtlich im Gipskeuper (Grabfeld-Formation), der im obersten Einzugsgebiet und linksseits des Seebächles fast bis nach Willsbachs bis zum Auenrand hinunter ausstreicht. Gegenüber an den Leehängen ist er schon in großer Höhe und bis an den Auenrand mit lössführenden Fließerden und Lösssediment überdeckt. In der Aue liegen holozäne Abschwemmmassen.
Zwei Mergelgruben im Einzugsgebiet sind als Geotope ausgewiesene, beide liegen links des Seebächles auf etwa 240 m ü. NHN, die eine auf dem vorderen Sporn zwischen Brunnen- und Fuchsklinge, die andere etwas östlich über dem See am Mittellauf des Bachs, beide schließen den Mittleren Gipshorizont des Gipskeupers und benachbarte Schichten des Gipskeupers auf.
Reihum liegen die Einzugsgebiete der folgenden Nachbargewässer an:
- Im Norden liegt das Quellgebiet des Sülzbachs, des nächsten rechten Sulm-Zuflusses;
- im Nordosten entspringen die kurzen Oberläufe des Waldbachs, der über Dimbach, Schwabbach und Brettach zum Kocher entwässert, einem Zufluss des Neckars unterhalb der Sulm; dieser Abschnitt der Gesamtwasserscheide ist deshalb hydrologisch am bedeutendsten;
- der Abfluss zur anderen Seite im Südosten erreicht über den Michelbach und einen etwas tieferen rechten Zufluss von ihr die Sulm etwas aufwärts des Seebächles;
- an der Westseite grenzt das tiefere Einzugsgebiet des schon erwähnten Sülzbachs an.

Auf den Höhen im Norden und Nordosten des Einzugsgebietes steht Wald, der etwas weniger als die Hälfte der Gesamtfläche einnimmt. Die einen Großteil der offenen Flur ausmachenden südexponierten Berghänge dienen überwiegend dem Weinbau: rechts der unteren Brunnenklinge in den Gewannen Dachsert und Greut am Südwestende des Gagernbergs; im Gewann Beerlesrain am Südabfall des Hirschbergs; in den Gewannen Hohbergle und Brauchert noch weiter südlich. In der übrigen offenen Flur dominieren die Äcker, außer in der bachnahen Wiesenaue.
Der einzige Siedlungsplatz im Einzugsgebiet ist das Obersulmer Dorf Willsbach. Zu Obersulm gehört auch fast das gesamte Einzugsgebiet; schmale Randanteile daran haben die Wimmentaler Teilgemarkung von Weinsberg im Nordnordwesten, die siedlungslose nordöstliche Gemeindeexklave von Ellhofen im Nordnordosten sowie die Dimbacher und Waldbacher Teilgemarkungen von Bretzfeld im Nordosten.

### Zuflüsse und Seen
Hierarchische Liste der Zuflüsse und  Seen von der Quelle zur Mündung. Gewässerlänge, Seefläche, Einzugsgebiet und Höhe nach den entsprechenden Layern auf der Onlinekarte der LUBW. Andere Quellen für die Angaben sind vermerkt.
Ursprung des Seebächles auf etwa 263 m ü. NHN etwa 2,6 km nordöstlich der Ortsmitte von Obersulm-Willsbach an einem verzogenen Waldwegstern dicht diesseits der Gemeindegrenze von Obersulm zu Bretzfeld. Der Bach fließt unbeständig den ersten Kilometer seines Laufes westnüpswestlich durch die Brunnenklinge
- (Bach aus der Fuchsklinge), von links und etwa Osten auf etwa 220,5 m ü. NHN[LUBW 4] kurz nach dem Waldaustritt in den Greutwiesen, ca. 0,6 km und über 0,2 km². Entsteht auf etwa 256 m ü. NHN zwischen Hirschberg im Südwesten und Sulz im Nordosten. Ebenfalls unbeständiger Waldbach.
Das Seebächle ist an diesem Zufluss bereits ca. 1,1 km lang und hat schon ein Teileinzugsgebiet von ca. 0,5 km² akkumuliert. Es fließt ab hier beständig und von einer Gehölzgalerie begleitet in der Flur oder am Waldrand süd- bis südwestlich.
- (Grabenabfluss einer Quelle), von rechts und Nordosten einen Steinwurf nach dem vorige, unter 0,1 km. Die Quelle liegt in der Aie am Fuße des Greut, der Abflussgraben begrenzt ein Schilfröhrichtfeld um den vorigen Zusammenfluss in den Greutwiesen.
- (Bach aus den Lederhosen), von rechts und Westnordwesten auf etwa 213 m ü. NHN etwa am Eintritt der L 2128 aus Richtung Dimbach in die rechte Aue, ca. 0,8 km und ca. 0,5w km². Entsteht auf etwa 253 m ü. NHN im Wald Lederhosen. Unbeständig. Heute anscheinend auf der unteren Laufhälfte nach dem Waldaustritt verdolt.[5]
- Passiert auf etwa 211 m ü. NHN einen Teich links am Lauf in den Seewiesen mit zentraler kleiner Waldinsel, über 0,1 ha.
- Staudengraben (?[LUBW 8]), von rechts und Westnordwesten auf etwa 207 m ü. NHN kurz vor dem nächsten, ca. 0,5 km und ca. 0,2 km². Entsteht auf etwa 231 m ü. NHN am Rand einer heckenumsäumten früheren Abbaugrube im Gewann Staudengraben. Läuft unbeständig in natürlicher Mulde bis an den Auenrand neben einem Feldweg, auf dem kurzen Stück danach anscheinend verdolt.
- (Bach vom Zeilrain), von links und Ostnordosten auf etwa 206 m ü. NHN neben der Seebächle-Querung des Wirtschaftswegs aus dem Sulz, ca. 1,0 km und ca. 0,3 km². Entsteht auf etwa 280 m ü. NHN östlich der Weinberg-Lichtung am Beerlesrain. Ebenfalls unbeständig.
  - (Bach vom Zeilberg), von links und Südosten auf etwa 255 m ü. NHN gegenüber dem östlichen Beerlesrain, über 0,2 km und unter 0,1 km². Dieser andere, ebenfalls unbeständige Oberlauf des Bachs vom Zeilrain entsteht auf etwa 288 m ü. NHN etwas nördlich des alten Steinbruchs auf dem Zeilberg.
- Durchfließt auf etwas unter 185 m ü. NHN das gewöhnlich trockene Becken des Hochwasserrückhaltebeckens Seebächle.

Mündung des Seebächles von rechts und Nordosten auf ca. 185 m ü. NHN in Willsbach wenige Meter talabwärts der Brücke der Brückenstraße in die mittlere Sulm. Das Seebächle ist 3,2 km lang und hat ein 3,4 km² großes Einzugsgebiet.

### Hochwasserrückhaltebecken Seebächle
Das nur dem Hochwasserschutz dienende und nicht dauereingestaute Hochwasserrückhaltebecken Seebächle ⊙ wird vom Gewässer durchflossen. Es liegt kurz vor Willsbach hinter dem Damm der Bahnstrecke Heilbronn–Crailsheim und hat ein etwa 3,1 km² großes Einzugsgebiet. Hinter dem 13,3 m hohen Erddamm können bis zu 172.000 m³ Wasser zurückgehalten werden, dessen Abfluss gesteuert wird. Das Bauwerk wurde 2006 errichtet und wird vom Wasserverband Sulm betrieben.

## Natur und Schutzgebiete
Die Brunnenklinge, in der das oberste Seebächle fließt, die ihm zuerst zulaufende Fuchsklinge sowie die weiteren noch zumündenden Talungen sind zumindest im oberen Teil gipskeupertypische, steil eingeschnittene kleine Kerbtäler, auf deren Grund nicht dauerhaft Wasser fließt.
Die Röhrichtfläche in den Greutwiesen am ersten Richtungswechsel des Baches sowie die noch etwas größere Randflächen um sie herum sind als 1,6 ha großes Naturdenkmal Feuchtgebiet Greutwiesen geschützt.
Vom Fuß des Hohbergles an bis zum Rückhaltebecken verläuft der sich leicht schlängelnde, dort etwa halbmeterbreite Bach in einer bis fast zwei Meter tiefen und etwa vier Meter breiten Geländekerbe. Beidseits begleitet ein schmaler Auwaldstreifen das Gewässer, über dem sich die Baumkronen schließen.

### LUBW
Amtliche Online-Gewässerkarte mit passendem Ausschnitt und den hier benutzten Layern: Lauf und Einzugsgebiet des Seebächles

Allgemeiner Einstieg ohne Voreinstellungen und Layer: Daten- und Kartendienst der Landesanstalt für Umwelt Baden-Württemberg (LUBW) (Hinweise)
1. 1 2 3 4 5 6 7  Höhe nach dem Höhenlinienbild auf dem Hintergrundlayer Topographische Karte.
2. ↑  Länge nach dem Layer Gewässernetz (AWGN).
3. 1 2  Einzugsgebiet nach dem Layer Basiseinzugsgebiet (AWGN).
4. 1 2 3  Höhe nach schwarzer Beschriftung auf dem Hintergrundlayer Topographische Karte.
5. 1 2  Länge abgemessen auf dem Hintergrundlayer Topographische Karte.
6. ↑  Seefläche nach dem Layer Stehende Gewässer.
7. ↑  Einzugsgebiet abgemessen auf dem Hintergrundlayer Topographische Karte.
8. ↑  Gewässername erschlossen aus dem Gewannnamen nach dem Layer Liegenschaften und Gewässer.
9. ↑  Einzugsgebiet des Rückhaltebeckens Seehächle ist das Einzugsgebiet des Baches nach dem Layer Basiseinzugsgebiet (AWGN) abzüglich des kleinen, auf dem Hintergrundlayer Topographische Karte abgemessenen Teileinzugsgebietes unterhalb der Stauanlage.
10. ↑  Daten zum Rückhaltebecken Seebächle nach dem einschlägigen Layer Stauanlage
11. ↑  Schutzgebiete nach den einschlägigen Layern, Natur teilweise nach dem Layer Biotop.

### Andere Belege
1. ↑  Abfluss-BW - Daten und Karten
2. ↑  Wolf-Dieter Sick: Geographische Landesaufnahme: Die naturräumlichen Einheiten auf Blatt 162 Rothenburg o. d. Tauber. Bundesanstalt für Landeskunde, Bad Godesberg 1962. → Online-Karte (PDF; 4,7 MB)
3. ↑  Geologie nach den Layern zu Geologische Karte 1:50.000 auf: Mapserver des Landesamtes für Geologie, Rohstoffe und Bergbau (LGRB) (Hinweise). Etwa dasselbe Bild zeigt die unter → Literatur aufgeführte geologische Karte.
4. ↑  Die Beschreibung des nördlichen Geotops am Sporn zwischen Brunnenklinge und Fuchsklinge nennt außer dem Mittleren Gipshorizont des Gipskeupers auch noch Untere Bunte Mergel (Steigerwald-Formation), die in der Folge der mesozoischen Schichten erst über dem Schilfsandstein abgelagert wurden; vermutlich ist also die Beschreibung hierin fehlerhaft. Denn die Beschreibung des südlichen Geotops am Fahrweg vom Hirschberg nennt, bei annähernd gleicher Höhenlage, außer dem Mittleren Gipshorizont die Unteren Bunten Estherienschichten, welche zum Gipskeuper zählen. Nach beiden konsultierten geologischen Karten rechnen beide Aufschlüsse jedenfalls ganz zum Gipskeuper.
5. ↑  Der Bach aus den Lederhosen hat auf dem Meßtischblatt 6822 Willsbach von 1932 in der Deutschen Fotothek noch einen auf ganzer Länge offenen Verlauf.